# Goldener Fuß

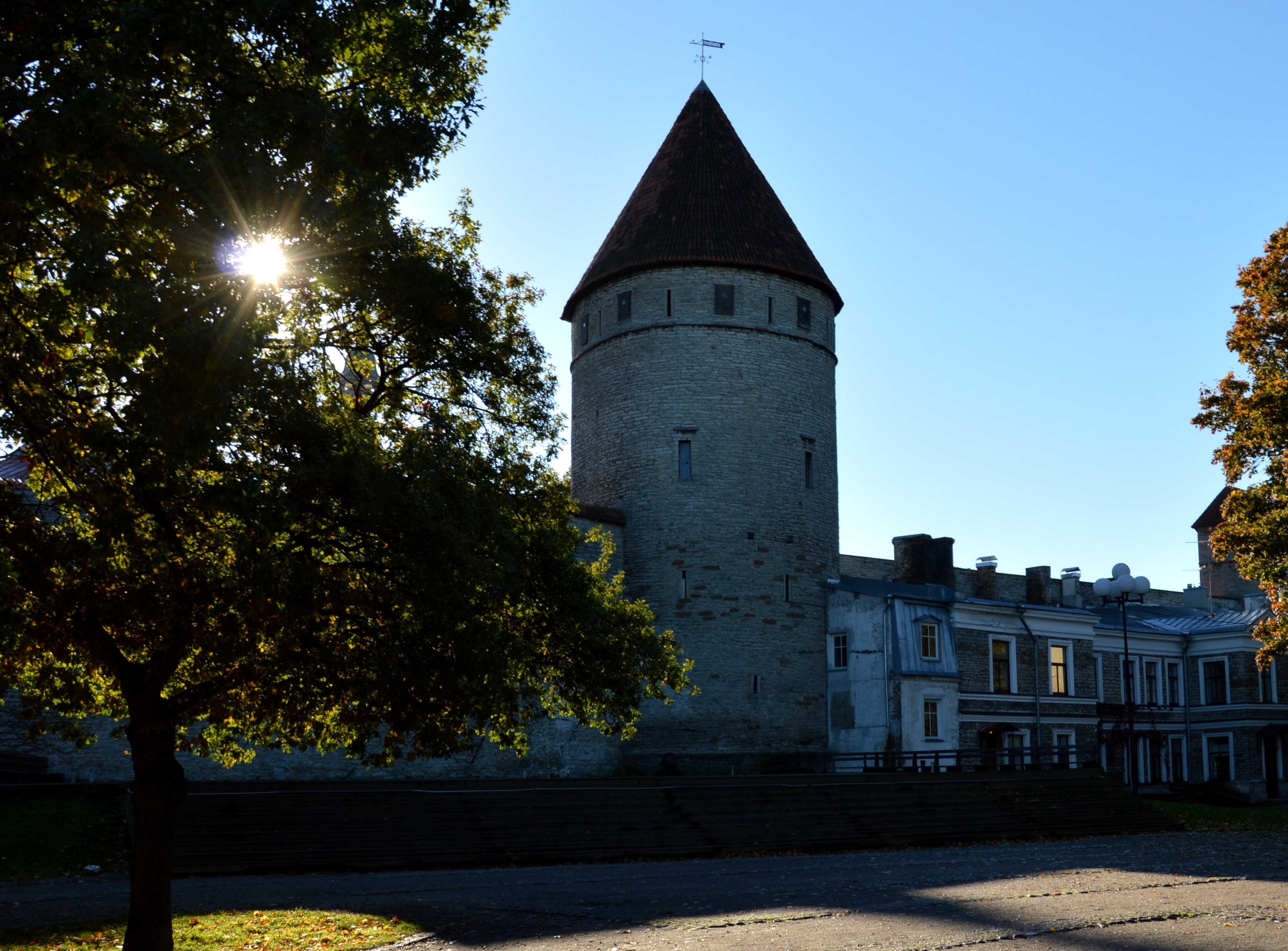
Goldener Fuß, 2016

Der Goldene Fuß (estnisch Kuldjala torn) ist ein Wehrturm der Revaler Stadtbefestigung in der estnischen Hauptstadt Tallinn (Reval).

## Lage

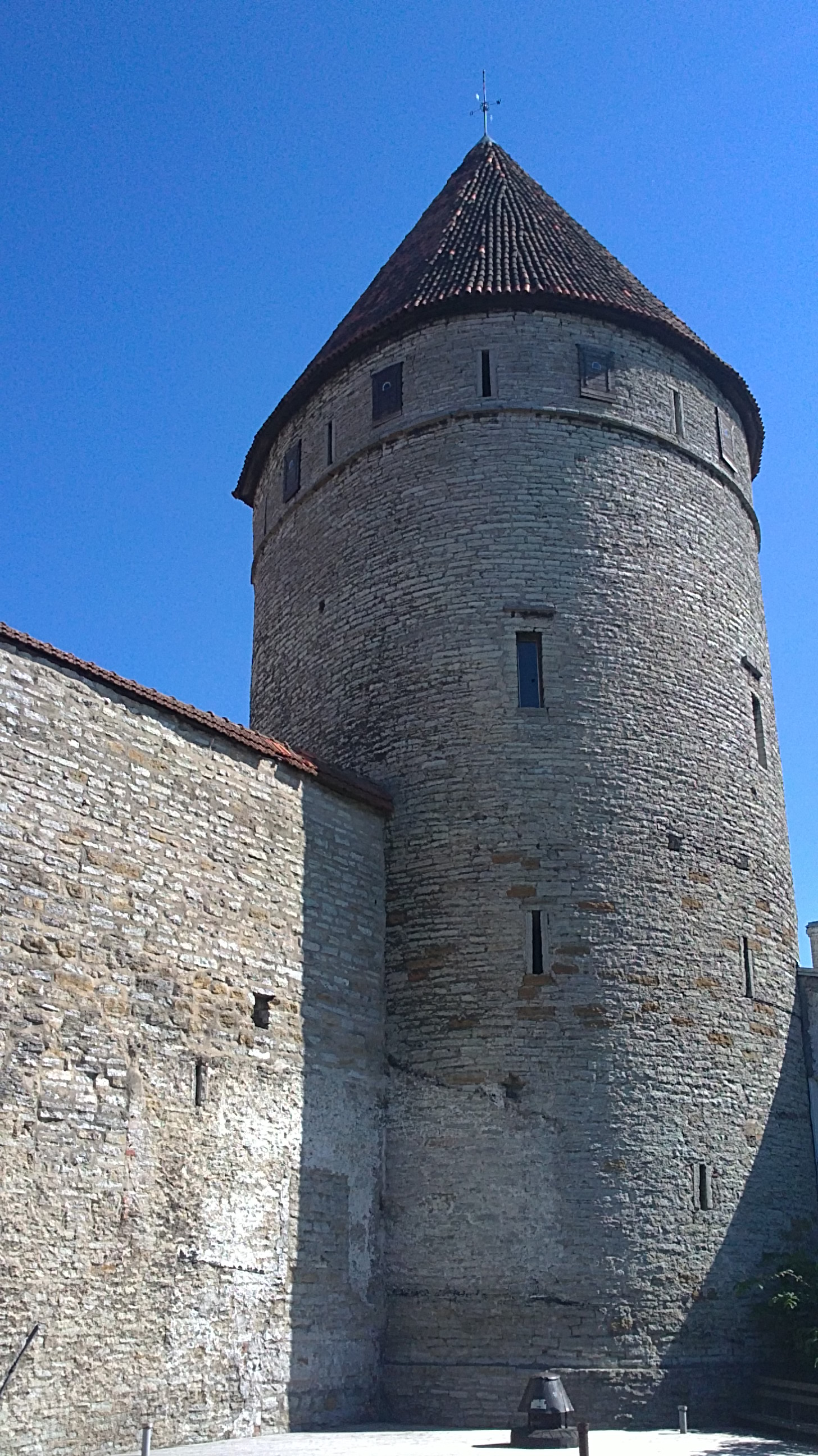
Turm im Jahr 2011

Er befindet sich an der nordwestlichen Seite der Revaler Altstadt, südlich des Platzes der Türme. Benachbarte Wehrtürme sind der Badstubenturm im Süden und der Turm hinter den Süstern im Norden.

## Architektur und Geschichte
An der Stelle des Goldenen Fußes befand sich zunächst ein in der Zeit nach 1370 errichteter Wehrturm, mit quadratischem Grundriss. Er wurde im 15. Jahrhundert abgerissen und durch den heutigen, in Hufeisenform errichteten Turm ersetzt. Später erfolgten Umbauten am Turm. Der heutige Turm hat eine Höhe von 22,5 Metern bei einem Durchmesser von etwa 10 Metern.
Bei Ausgrabungen in den Jahren 1958 bis 1960 unter Leitung von Villem Raam wurde das quadratische Fundament des Vorgängerbaus gefunden. Eine Restaurierung des denkmalgeschützten Turms erfolgte 1964.